# Симское сельское поселение
Симское се́льское поселе́ние — муниципальное образование в Юрьев-Польском районе Владимирской области Российской Федерации.
Административный центр — село Сима.

## География
Симское сельское поселение занимает северо-западную часть Юрьев-Польского района, на севере граничит с Ивановской, на западе с Ярославской областями.

## История
Симский сельсовет образован в 1920-х годах в составе Симской волости Юрьев-Польского уезда, с 1929 года в составе Юрьев-Польского района, в 1959 году в состав сельсовета вошёл упразднённый Нестеровский сельсовет.
Симское сельское поселение образовано 11 мая 2005 года в соответствии с Законом Владимирской области № 55-ОЗ. В его состав вошла территория бывшего Симского сельского округа.

## Население
| 2010  | 2011  | 2012  | 2013  | 2014  | 2015  | 2016  | 2017  | 2018  |
| ----- | ----- | ----- | ----- | ----- | ----- | ----- | ----- | ----- |
| 3204  | ↘3194 | ↘3192 | ↘3143 | ↘3105 | ↘3060 | ↘2998 | ↘2909 | ↘2906 |
| 2019  | 2020  | 2021  |       |       |       |       |       |       |
| ↘2837 | ↘2812 | ↘2297 |       |       |       |       |       |       |

## Состав сельского поселения
| №  | Населённый пункт | Тип населённого пункта       | Население |
| -- | ---------------- | ---------------------------- | --------- |
| 1  | Алексино         | село                         | ↘2        |
| 2  | Бильдино         | деревня                      | ↘0        |
| 3  | Вёска            | деревня                      | ↘150      |
| 4  | Ворогово         | село                         | →0        |
| 5  | Добрынское       | село                         | ↘2        |
| 6  | Дубрава          | село                         | ↘0        |
| 7  | Заборье          | село                         | ↗4        |
| 8  | Иналово          | село                         | →0        |
| 9  | Каменка          | село                         | ↘32       |
| 10 | Кокорекино       | деревня                      | ↘0        |
| 11 | Коленово         | деревня                      | ↘21       |
| 12 | Лучки            | местечко                     | ↘220      |
| 13 | Маймор           | село                         | ↘0        |
| 14 | Марково          | деревня                      | ↘18       |
| 15 | Матвейщево       | село                         | ↘237      |
| 16 | Нестерово        | село                         | ↘67       |
| 17 | Озёрный          | село                         | →2        |
| 18 | Парковый         | село                         | ↘33       |
| 19 | Пенье            | село                         | →0        |
| 20 | Перемилово       | село                         | ↘0        |
| 21 | Петрятково       | деревня                      | →0        |
| 22 | Подлесный        | село                         | ↘0        |
| 23 | Радованье        | село                         | ↘0        |
| 24 | Сима             | село, административный центр | ↘1078     |
| 25 | Спасское         | село                         | ↗305      |
| 26 | Старниково       | село                         | ↘7        |
| 27 | Теслово          | деревня                      | →0        |
| 28 | Федоровское      | село                         | ↘114      |
| 29 | Чернокулово      | село                         | →0        |
| 30 | Шегодская        | деревня                      | ↘0        |
| 31 | Шегодское        | село                         | ↗5        |

## Люди, связанные с сельским поселением
- Добронравов, Василий Гаврилович (1861 — 1919) — владимирский краевед, историк, публицист, педагог, духовный писатель, уроженец села Шегодское Юрьевского уезда Владимирской губернии
- Кочнев, Михаил Харлампиевич (1914 — 1974) — поэт, прозаик, филолог, специалист по фольклору, сценарист, уроженец села Шегодское Владимирской губернии.